# Pirata
Pirata là một chi nhện trong họ Lycosidae.

## Các loài
- Pirata abalosi (Mello-Leitão, 1942) – Argentina
- Pirata affinis Roewer, 1960 – Congo
- Pirata africana (Roewer, 1960) – Namibia
- Pirata alachuus Gertsch & Wallace, 1935 – USA
- Pirata albicomaculatus Franganillo, 1913 – Spain
- Pirata allapahae Gertsch, 1940 – USA
- Pirata apalacheus Gertsch, 1940 – USA
- Pirata aspirans Chamberlin, 1904 – USA, Canada
- Pirata blabakensis Barrion & Litsinger, 1995 – Java
- Pirata boreus Tanaka, 1974 – Russia, China, Japan
- Pirata brevipes (Banks, 1893) – Congo
- Pirata browni Gertsch & Davis, 1940 – Mexico
- Pirata bryantae Kurata, 1944 – Canada, Alaska
- Pirata canadensis Dondale & Redner, 1981 – Canada
- Pirata cantralli Wallace & Exline, 1978 – USA, Canada
- Pirata cereipes (L. Koch, 1878) – central Asia
- Pirata chamberlini (Lessert, 1927) – Congo, eastern Africa
- Pirata clercki (Bösenberg & Strand, 1906) – China, Korea, Taiwan, Japan
- Pirata coreanus Paik, 1991 – Korea
- Pirata davisi Wallace & Exline, 1978 – USA, Mexico
- Pirata denticulatus Liu, 1987 – Russia, China, Taiwan
- Pirata digitatus Tso & Chen, 2004 – Taiwan
- Pirata fabella (Karsch, 1879) – western and central Africa
- Pirata felix O. P.-Cambridge, 1898 – Mexico
- Pirata giganteus Gertsch, 1934 – USA
- Pirata haploapophysis Chai, 1987 – China
- Pirata hiroshii Tanaka, 1986 – Japan
- Pirata hiteorum Wallace & Exline, 1978 – USA
- Pirata hokkaidensis Tanaka, 2003 – Japan
- Pirata hurkai Buchar, 1966 – Russia, Georgia
- Pirata hygrophilus Thorell, 1872 – Palearctic Region
- Pirata indigenus Wallace & Exline, 1978 – USA
- Pirata insularis Emerton, 1885 – Olarctic Region
- Pirata iriomotensis Tanaka, 1989 – Ryukyu Islands
- Pirata iviei Wallace & Exline, 1978 – USA
- Pirata knorri (Scopoli, 1763) – Palearctic Region
- Pirata latitans (Blackwall, 1841) – Europe, Azerbaigian
- Pirata longjiangensis Yan et al., 1997 – China
- Pirata luzonensis Barrion & Litsinger, 1995 – Philippines
- Pirata mayaca Gertsch, 1940 – USA, Bahamas, Cuba
- Pirata meridionalis Tanaka, 1974 – China, Korea, Japan
- Pirata minutus Emerton, 1885 – Northern America
- Pirata molensis (Strand, 1908) – Ethiopia
- Pirata montanoides Banks, 1892 – USA
- Pirata montanus Emerton, 1885 – USA, Canada, Russia
- Pirata montigena Liu, 1987 – China
- Pirata mossambicus (Roewer, 1960) – Mozambique
- Pirata nanatus Gertsch, 1940 – USA
- Pirata niokolona Roewer, 1961 – Senegal
- Pirata pagicola Chamberlin, 1925 – Central America, Mexico
- Pirata pallipes (Blackwall, 1857) – Algeria
- Pirata piratellus (Strand, 1907) – Japan
- Pirata piraticus (Clerck, 1757) – Olarctic Region
- Pirata piratimorphus (Strand, 1908) – USA
- Pirata piratoides (Bösenberg & Strand, 1906) – China, Korea, Japan
- Pirata piscatorius (Clerck, 1757) – Palearctic Region
- Pirata praedo Kulczynski, 1885 – Russia
- Pirata procurvus (Bösenberg & Strand, 1906) – China, Korea, Japan
- Pirata proximus O. P.-Cambridge, 1876 – Egypt
- Pirata rubicundicoloratus (Strand, 1906) – Algeria
- Pirata sagitta (Mello-Leitão, 1941) – Argentina
- Pirata sedentarius Montgomery, 1904 – Northern America
- Pirata seminolus Gertsch & Wallace, 1935 – USA
- Pirata serrulatus Song & Wang, 1984 – Russia, China
- Pirata shibatai Tanaka, 1995 – Japan
- Pirata simplex (L. Koch, 1882) – Maiorca
- Pirata soukupi (Mello-Leitão, 1942) – Peru
- Pirata spatulatus Chai, 1985 – China
- Pirata spiniger (Simon, 1898) – USA
- Pirata subannulipes (Strand, 1906) – Ethiopia
- Pirata subniger Franganillo, 1913 – Spain
- Pirata subpiraticus (Bösenberg & Strand, 1906) – China, Korea, Japan
- Pirata suwaneus Gertsch, 1940 – USA, Bahamas
- Pirata sylvanus Chamberlin & Ivie, 1944 – USA
- Pirata tanakai Brignoli, 1983 – Korea, Japan
- Pirata taurirtensis (Schenkel, 1937) – Morocco
- Pirata tenuisetaceus Chai, 1987 – China
- Pirata tenuitarsis Simon, 1876 – Europe, Central Asia
- Pirata timidus (Lucas, 1846) – Algeria
- Pirata trepidus Roewer, 1960 – Namibia
- Pirata triens Wallace & Exline, 1978 – USA
- Pirata turrialbicus Wallace & Exline, 1978 – Costa Rica, Panama, Cuba
- Pirata uliginosus (Thorell, 1856) – Europa, Russia
- Pirata velox Keyserling, 1891 – Brazil
- Pirata veracruzae Gertsch & Davis, 1940 – Mexico
- Pirata welakae Wallace & Exline, 1978 – USA
- Pirata werneri (Roewer, 1960) – Morocco
- Pirata yaginumai Tanaka, 1974 – Russia, China, Korea, Japan
- Pirata yesoensis Tanaka, 1985 – Japan
- Pirata zavattarii (Caporiacco, 1941) – Ethiopia
- Pirata zelotes Wallace & Exline, 1978 – USA, Canada